# Ізяслав Святополкович
Ізяслав Святополкович (бл. 1107 — 23 грудня 1127) — молодший син великого князя Київського Святополка Ізяславича від другого шлюбу з Оленою, дочкою половецького хана Тугоркана.
Рік народження невідомий. Ймовірно він народився в Києві. Можливо володів якоюсь долею в Турівській землі. Войтович припускає, що після смерті старшого брата Брячислава, Ізяслав в 1123 успадкував Турів.
Відомо про нього мало. У літописах він згадується лише один раз: за повідомленнями Лаврентіївського і Воскресенського літописів, Ізяслав помер 23 грудня 1127.
Відомостей про шлюб і потомство Ізяслава немає.